# غروب بت‌پرستان
غروب بت‌پرستان فیلمی به تهیه‌کنندگی، کارگردانی و نویسندگی اسماعیل کوشان محصول سال ۱۳۴۷ خورشیدی و محصول استودیو پارس فیلم است . پخش‌کننده این فیلم توسط شرکت نگاه بوده است، که برابر با اسناد زیرمجموعه‌ای از شرکت پارس‌فیلم بوده است.

## خلاصه داستان
حاکم شهر «آربیلا»، یکی از شهرهای مرزی ایران، با پارسیان مخالف است، پیوسته آنها را مورد ستم و آزار قرار می‌دهد و به روشهای گوناگون آنها را از بین می‌برد. بدخش، جوانی پارسی که به جمع لشکریان کوروش کبیر پیوسته است، طی ماجرایی شیفته‌ی دختر حاکم پارسی شهر می‌شود. این دختر در کودکی از بیم کشته شدن به دست کولی‌ها سپرده شده‌ است. بدخش نقشه‌‌ای طرح می کند تا حکومت را به دختر بازگرداند 

## بازیگران
1. فروزان
2. تقی ظهوری
3. ثریا بهشتی
4. داریوش طلایی
5. جهانگیر غفاری
6. کارمن
7. محمد عبدی
8. فریدون نریمان
9. منوچهر نوذری

## نمایش فیلم
فیلم غروب بت‌پرستان برای بار نخست در تاریخ چهارشنبه ۲۳ مرداد ماه ۱۳۴۷ خورشیدی در یازده سینما در تهران و همزمان در شهرستانها به نمایش درآمد  . این فیلم جایگزین فیلم «بیگناهی در شهر» در گروه سینمایی اونیورسال شد.
سینماهای نمایش‌دهنده فیلم غروب بت‌پرستان در تهران، در گروه سینمایی اونیورسال شامل ۱۱ سینمای اونیورسال، پاسیفیک، الوند،‌ نپتون، ایران، لیدو (تابستانی)، تهران، حافظ، ژاله، پاسارگاد و مونت‌کارلو بودند  .
سینماهای نمایش‌دهنده فیلم در شهرستانها شامل چهار باغ در اصفهان، پارس و مترو در شیراز، آسیا و سانترال در مشهد، دیانا و کریستال در تبریز، ساحل و آریا در اهواز بودند  .
فیلم غروب بت‌پرستان، پس از دو هفته نمایش در تهران، در گروه سینمایی اونیورسال در تاریخ چهارشنبه ۶ شهریور ۱۳۴۷ جای خود را به فیلم سلطان قلبها در این گروه سینمایی داد  .

## حواشی نمایش فیلم
در ساعت ۷ و ۲۰ دقیقه روز یکشنبه ۳ شهریور ۱۳۴۷ پیش از نمایش فیلم غروب بت‌پرستان در محوطه‌ی تابستانی سینما تهران، این سینمای قدیمی تهران دچار آتش‌سوزی شد و به همراه هتل پالاس در مجاورت آن بکلی نابود شد. این سینما و هتل از دهه‌ی ۱۳۲۰ با نام هتل و «سینما پالاس» شناخته می‌شدند که بعدها ساختمان پلاسکو در مجاورت آنها ساخته شد و این آغاز این نوع آتش‌سوزی‌ها در سینماهای ایران بود.

## گروه موسیقی
- آهنگساز: انوشیروان روحانی / کریم فکور
- شاعر: کریم فکور
- خوانندگان: ایرج، عهدیه، رامش، حسین همدانیان و فریده نصری

### ترانه‌های فیلم:
1. «مرا رها کن» با صدای ایرج و عهدیه، منتشر شده بر روی دوم صفحه ۴۵دور با لیبل رویال به شماره کاتالوگ RT 1614
2. «اسفند دونه دونه» با صدای عهدیه، منتشر شده بر روی دوم صفحه ۴۵دور با لیبل رویال به شماره کاتالوگ RT 1614
3. «اگه بدونم دوسم داری» با صدای عهدیه، منتشر شده بر روی دوم صفحه ۴۵دور با لیبل رویال به شماره کاتالوگ RT 1614
4. «کی بود؟ما نمیدونیم» با صدای ایرج، منتشر شده بر روی دوم صفحه ۴۵دور با لیبل رویال و به شماره کاتالوگ RT 1615 B و شماره ماتریکس AJ 2984
5. «بشکن بشکنه» با صدای حسین همدانیان و فریده نصری، منتشر شده بر روی دوم صفحه ۴۵دور با لیبل رویال و به شماره کاتالوگ RT 1615 B و شماره ماتریکس AJ 2984
6. چرا نمیخندی
7. ما نمی‌رویم

## تولید فیلم
- خرداد ۱۳۴۷: تغییر نام فیلم از «قهرمان دوران« به «غروب بت‌پرستان»[۱۲]. این فیلم در طول دوره‌ی تولید بارها تغییر نام پیدا کرد از جمله کوروش کبیر، فرمان کوروش، دختر آراماس[۱۳]
- تیرماه ۱۳۴۷: پایان صدا‌برداری و آماده نمایش شدن فیلم غروب بت‌پرستان [۱۴]

## دیگر عوامل فیلم
از آنجایی که نسخه‌ای از این فیلم در دسترس نیست، اطلاعات زیادی در مورد سایر عوامل فیلم موجود نیست.

## جوایز
- برنده‌ی بهترین فیلم‌برداری از نخستین جشنواره سینمایی سپاس به محمد کوشان برای فیلم‌برداری فیلم‌های غروب بت‌پرستان و یوسف و زلیخا